# Joaquín Fargas
Joaquín Fargas es un artista cuyas obras son una combinación del arte, la ciencia y la tecnología. Es conocido por ser un gran divulgador de la ciencia y la tecnología desde el año 1988. Su obra más emblemática es el Proyecto Biosfera que actualmente se encuentra expuesto en Los Angeles Center for Digital Art, en California, Estados Unidos; Museo Contemporáneo de Mar del Plata, Buenos Aires, Argentina; entre otros.

## Reseña biográfica
Nacido en la Ciudad de Buenos Aires el 19 de septiembre de 1950. Inició su propio emprendimiento a los 18 años, vendiendo artesanías. Desde allí tuvo diversas ocupaciones: fue fotógrafo, tapicero, dueño de una fábrica de skates, entre otras cosas; antes de dedicarse a la popularización de la ciencia y la tecnología y finalmente al arte.

### Educación
Egresó de la carrera de Ingeniería industrial de la Universidad de Buenos Aires en el año 1975. Más adelante realizó estudios varios y especializaciones como en la International School of Lasers (Mar del Plata) en 1988, La energía y el ambiente en La Plata en 1990 y sobre Arts & Holography en New York, USA en 1992.

### Carrera
Desde 1988 se inicia como popularizador de la Ciencia y Tecnología. En 1990 funda el Centro Científico Tecnológico Interactivo en el bajo de San Isidro, el cual se usa para dar apoyo en la enseñanza de niños y adultos en temas como física, química, biología, medio ambiente, robótica e informática, de una manera creativa e interactiva.
En 2007 comienza a trabajar como titular de la Cátedra de Arte y Tecnología en la Universidad Maimónides, donde funda el Laboratorio Argentino de Bioarte del cual fue su director hasta julio de 2019. Fecha en la cual funda el Laboratorio Latinoamericano de Bioarte (LatBioLab) en la UAI -Universidad Abierta Interamericana siendo su director artístico hasta hoy.
Entre 2010 y el 2013 fue director Ejecutivo de la Red de Popularización de la Ciencia y tecnología para América Latina y el Caribe de UNESCO (RedPop). Esta tiene como objetivo conectar y apoyar a los distintos centros de ciencia y tecnología en la región.

## Actividades académicas
Entre 1997 y 2015 ha dado más de 100 conferencias y charlas, tanto performáticas como académicas, en aproximadamente 12 países. Se destacan ''Simbiosis entre el Arte, la Ciencia y la Tecnología'' en las charlas TedX Río de la Plata en el año 2011, ''El arte en los Albores de la revolución genetica'' en Technarte Los Ángeles en 2015, entre otras.

## Obras y Proyectos

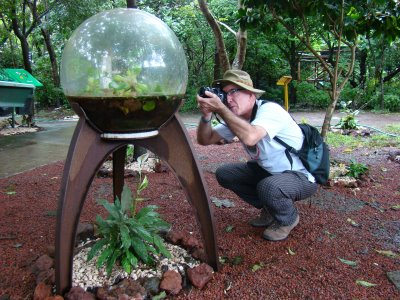

Sus obras se destacan por integrar materiales biológicos y herramientas tecnológicas con el fin de romper fronteras y generar posibles diálogos y ecologías híbridas. Han sido expuesta en museos, galerías y bienales en diversos regiones del globo. Desde inicios de la década de 2000, incorpora tecnologías digitales, de comunicación y robótica en sus obras. La biotecnología se incorpora y manifiesta en las obras realizadas en el laboratorio de Bioarte a partir de 2008. 

### Proyecto Biosfera
El Proyecto Biosfera consiste en aislar ecosistemas acuáticos en unas esferas de policarbonato, y tiene como objetivo concientizar sobre el cuidado del Planeta Tierra. Esta obra se ha exhibido alrededor del globo en países como Canadá, Argentina, Costa Rica, Estados Unidos, Sudáfrica, República Checa, Malasia, Uruguay, Arabia Saudita, Portugal, Suecia, España y Cuba.